# Pós-disco
Pós-disco (em inglês: post-disco, também denominado boogie, synth-funk, ou electro-funk) é um termo utilizado para descrever as consequências da história da música popular por volta de 1979 a 1985, começando de forma imprecisa com uma reação sem precedentes contra a música disco nos Estados Unidos, levando a agitação civil e um tumulto em Chicago conhecido como Disco Demolition Night (Noite de Demolição da Disco) em julho 12 de 1979, e terminando indistintamente com o aparecimento da new wave em 1980, hip hop old-school, euro disco, e foi sucedido por um clube de música underground chamado hi-NRG, que foi sua continuação direta. Também teve influência na aparição da house music no mainstream no final de 1980.
A música disco, durante a sua fase terminal, exibia um caráter cada vez mais eletrônico que logo serviu como um trampolim para a new wave.